# 카를로 파롤라
카를로 파롤라(이탈리아어: Carlo Parola ˈkarlo paˈrɔːla[*]; 1921년 9월 20일, 피에몬테 주 토리노 ~ 2000년 3월 22일, 피에몬테 주 토리노)는 이탈리아의 전 축구 선수이자 감독으로, 현역 시절 수비수로 활약했다. 그는 현역 시절에 유벤투스에서 선수와 감독으로서 모두 국내 대회를 수 차례 제패했다. 국제 무대에서, 그는 이탈리아를 대표호 1950년 월드컵에 참가했다.

## 경력

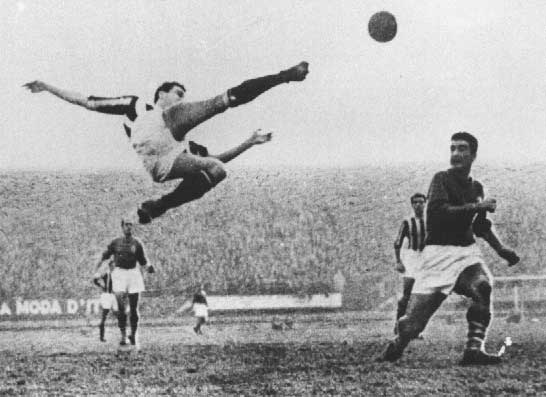
유벤투스와 피오렌티나 간의 경기에서 전매특허 가위차기를 시도하는 카를로 파롤라.

파롤라는 토리노 출신이다. 그는 유벤투스에서 활약한 것으로 잘 알려져 있는데, 그는 1939년부터 1954년까지 300경기 넘게 뛰면서 2번의 세리에 A 우승과 1번의 코파 이탈리아 우승을 거두었고, 1949년을 기점으로는 구단의 주장도 맡았다. 그는 잠깐 라치오와 아르헨티나의 미들란드를 거쳐 감독일을 시작했다. 이탈리아는 국제 무대에서 이탈리아 국가대표팀 경기에 1945년부터 1950년까지 10번의 경기에 출전했고, 1950년 월드컵에서 자국을 대표로 참가했다.
그는 감독으로서 몇몇 이탈리아 구단을 지도했는데, 안코니타나, 유벤투스, 리보르노, 그리고 노바라를 지도했다. 그는 유벤투스 2기였던 1975년에 세리에 A를 우승했는데, 그에 따라 그는 선수로서도 감독으로서도 같은 구단에서 리그를 우승했다.

## 경기 방식
빠르고, 유동적이며, 근면하고, 다재다능하고, 강인하며, 기술력이 출중한 파롤라는 힘, 체력, 대인 방어력에 힘입어 수비수와 수비형 미드필더로도 뛸 수 있었고, 이탈리아의 손꼽히는 수비수로 평가받았다. 그는 펠리체 보렐 감독의 지도 하에 WM, 혹은 이탈리아에서 체계(sistema) 전법으로 알려진 전술에서 중앙 전방 수비수를 맡았고, 이 자리는 이탈리아 축구게에서 중원 전방 조직자(centromediano metodista)로 불렸는데, 이 자리는 조직(metodo) 전법과 깊이 연관되어 있다. 이 자리에서, 그는 수비와 창의적인 역할을 맡아 공을 회수하고 상대 공격수를 막기 위해 먼저 후퇴하였으며, 공을 회수한 후 후방 플레이메이커로서 공격을 전개하며 최후방 수비수 혹은 자유 선수(libero)의 기용 체계가 태동케 했다. 그는 대인 방어도 뛰어난 중앙 수비수, 혹은 저지자(stopper)로서, 측면 수비수로도 활약할 수 있었다. 그는 신사적인 선수이기도 해서, 비록 이에도 불구하고, 체육계에서 그는 상대를 저지하는데 끈질기거나 도발적이지 못하다는 지적이 있었다. 그에 따라 피토리오 포초는 이탈리아 국가대표팀에서 그를 대신해 마리오 리가몬티를 이탈리아 국가대표팀에서 더 많이 기용했다. 민첩하고 운동신경이 뛰어난 이 선수는, 수비 역량 외에도 공중 경합에도 발군이었고, 유소년부 시절에 공격수로 활약한 기억을 바탕으로 곡예사같은 몸놀림으로 공중공을 강타하거나 가위차기로 공을 차넣을 수 있었다. 게다가 1940년대에는 이탈리아에 가위차기의 바람을 불게 해 가위차기의 남자(Signor Rovesciata)라는 별칭이 붙었고, 그는 이탈리아에서 가위차기의 선수자로 언급되었다. 유년 시절, 파롤라는 다른 역할도 맡아보았는데, 이 시기에 선수단의 골키퍼, 측면 미드필더, 그리고 중앙 공격수를 맡았다.

## 후평
곡예사 같은 공중공 처리와 출중한 가위차기를 보여준 것으로 알려진 파롤라는 가위차기를 시도하는 와중에 찍힌 두고두고 회자되는 사진이 파니니 그룹의 로고로 쓰이게 되었다.

## 수상

### 선수
유벤투스
- 세리에 A: 1949–50, 1951–52
- 코파 이탈리아: 1941–42

### 감독
유벤투스
- 세리에 A: 1959-60, 1960-61, 1974–75
- 코파 이탈리아: 1958-59, 1959-60

## 같이 보기
- 가위차기의 역사

## 참고 문헌
- Glanville, Brian (1968). 《Soccer: A History of the Game, Its Players, and Its Strategy》. New York City: Crown Publishing Group. ISBN 978-0-517-50796-4.
- Simpson, Paul; Hesse, Uli (2013). 《Who Invented the Stepover?》. London: Profile Books Ltd. ISBN 978-1-78125-006-8.